# Episodi di Derry Girls (terza stagione)
La terza stagione della serie televisiva Derry Girls, composta da 7 episodi, è stata trasmessa nel Regno Unito per la prima volta dall'emittente televisiva pubblico Channel 4 dal 12 aprile al 18 maggio 2022.
In Italia, è stata distribuita dal servizio video on demand Netflix il 7 ottobre 2022.
| n° | Titolo originale    | Titolo italiano | Prima TV UK    | Uscita in Italia |
| -- | ------------------- | --------------- | -------------- | ---------------- |
| 1  | The Night Before    | Episodio 1      | 12 aprile 2022 | 7 ottobre 2022   |
| 2  | The Affair          | Episodio 2      | 19 aprile 2022 | 7 ottobre 2022   |
| 3  | Stranger on a Train | Episodio 3      | 26 aprile 2022 | 7 ottobre 2022   |
| 4  | The Haunting        | Episodio 4      | 3 maggio 2022  | 7 ottobre 2022   |
| 5  | The Reunion         | Episodio 5      | 10 maggio 2022 | 7 ottobre 2022   |
| 6  | Halloween           | Episodio 6      | 17 maggio 2022 | 7 ottobre 2022   |
| 7  | The Agreement       | Episodio 7      | 18 maggio 2022 | 7 ottobre 2022   |

## Episodio 1
- Titolo originale: The Night Before
- Diretto da: Michael Lennox
- Scritto da: Lisa McGee

### Trama
Dopo aver passato l'estate nel maldestro tentativo di realizzare un cortometraggio sulla situazione a Derry, il gruppo inizia a preoccuparsi per i risultati dei loro esami GCSE che saranno pubblicati il giorno successivo. La sera, dopo essersi imbattuti in sorella Michael, che insinua siano stati tutti bocciati, i cinque decidono di intrufolarsi nella scuola per vederli in anticipo, finendo tuttavia per aiutare un paio di ladri a derubare l'istituto di diversi computer nuovi. Poco dopo la fuga dei due ladri, Erin, Orla, Clare, Michelle e James vengono arrestati dal dipartimento di polizia cittadino ed interrogati dall'Ispettore Capo Constable Byers; per evitare che i loro genitori vengano a saperlo decidono di far venire a prenderli lo zio Colm, venendo successivamente rilasciati sia perché Byers è stanco di ascoltare i lunghi discorsi sconclusionati dell'uomo che perché i veri colpevoli cono stati filmati su circuito chiuso. Contemporaneamente Joe adotta un gatto selvatico, Seamus, la cui tendenza a cacciare e uccidere altri animali creare vari problemi nel col vicinato, tanto che l'uomo accetta infine di mettergli un collare con campanellino dopo che questi uccide il coniglietto domestico della nipote di un vicino, costringendo lui e Gerry a "occultare il cadavere". La mattina successiva il quintetto scopre che in realtà hanno tutti passato gli esami e sorella Michael si stava solamente prendendo gioco di loro, tuttavia le loro azioni della sera prima vengono comunque scoperte grazie alle registrazioni della videocamera di James, inavvertitamente lasciata sul posto.
- Altri interpreti: Elle e Eve Hoey (Baby Anna Quinn), Paul Mallon (Dennis), Beccy Henderson (Aisling), Kevin McAleer (Zio Colm), Robert Calvert (Jim "Across the Road"), Amelia Crowley (Deirdre Mallon), Philippa Dunne (Geraldine Devlin), Liam Neeson (Ispettore Capo Constable Byers), Julian Moore-Cook (Paddy), Conor MacNeill (Hans).
- Ascolti UK: telespettatori 3.600.000.[3]

## Episodio 2
- Titolo originale: The Affair
- Diretto da: Michael Lennox
- Scritto da: Lisa McGee

### Trama
L'Our Lady Immaculate College decide di ospitare la manifestazione di beneficenza Children in Need a seguito delle richieste pressanti fatte da padre Peter a sorella Michael; notizia che rende il gruppo entusiasta dopo aver scoperto che la performance migliore verrà mandata in onda su Stars in Their Eyes. Nel frattempo Mary, esasperata dal doversi sempre far carico della responsabilità di tutta la famiglia, ha un crollo emotivo e rimane affascinata da Gabriel, l'attraente giovane idraulico chiamato da Gerry per riparare la caldaia. Dopo che Clare origlia accidentalmente una conversazione tra i due, il gruppo diviene sospettoso che la donna possa avere una tresca, motivo per il quale - dato che James ha finalmente conseguito la patente di guida - prendono di nascosto l'auto di Gerry e la pedinano fino a scoprirla mentre passa la serata a casa di Gabriel a Pump Street. Il giorno dopo, nonostante lo shock, Erin tenta di far finta di nulla e si esibisce con James, Orla, Michelle e Clare in "Who Do You Think You Are" delle Spice Girls, tuttavia vedendo la madre tra il pubblico assieme a Gabriel finisce per cedere alle emozioni e decide di lasciare il palco per affrontarla, tuttavia la donna rivela semplicemente di voler tornare all'università per conseguire una laurea in letteratura inglese e che Gabriel le avesse semplicemente consigliato un corso serale.
- Altri interpreti: Elle e Eve Hoey (Baby Anna Quinn), Beccy Henderson (Aisling), Claire Rafferty (Signorina Mooney), Peter Campion (Padre Peter), Maria Laird ("Piccola" Tina O'Connell), Damien Molony (Gabriel).
- Ascolti UK: telespettatori 3.080.000.[3]

## Episodio 3
- Titolo originale: Stranger on a Train
- Diretto da: Michael Lennox
- Scritto da: Lisa McGee

### Trama
La famiglia Quinn, Michelle e James prendono un treno per andare a un parco dei divertimenti a Portrush dimenticando inavvertitamente Clare in stazione, cosa che la costringe a passare il tempo in un silenzio imbarazzante nella sala d'attesa con sorella Michael. Nel corso del tragitto il treno ha un guasto ed è costratto a fermarsi; durante questo periodo tuttavia Erin, Orla, Michelle e James scoprono che lo zaino di quest'ultimo è stato scambiato per errore con quello di un altro passeggero e, al suo interno, trovano una pistola e diverse centinaia di sterline; il loro proposito di riscambiarlo senza farsi scoprire da quello che temono essere un uomo dell'IRA vengono meno nel momento in cui Orla usa i soldi per comprare alcuni pacchetti di Kit Kat sovraprezzati dal responsavile degli snack, Fra. Una volta recuperato il denaro tramite un grottesco stallo alla messicana con Fra, i quattro riescono a riscambiare gli zaini e ricongiungersi coi familiari nell'altra carrozza, scoprendo che nel frattempo questi erano stati avvicinati da una donna che li conosceva ma della quale essi non si ricordavano e che, dopo diverse conversazioni vaghe volte a scoprirne l'identità, si rivela essere Aideen O'Shea, una ex-vicina di casa arrestata anni prima e che ha perso diversi chili in prigione, nonché la reale proprietaria dello zaino con arma e denaro, che aveva semplicemente lasciato in custodia all'uomo dell'altro binario. Terminata la rocambolesca vicenda, tutto il gruppo tranne James e la piccola Anna finiscono per rimanere nuovamente bloccati, stavolta in cima alle montagne russe, a causa di un altro guasto.
- Altri interpreti: Elle e Eve Hoey (Baby Anna Quinn), Chris Robinson (Annunciatore piattaforma), Bronagh Taggart (Annunciatore ferroviario), Donna Traynor (Sé stessa), Packy Lee (Jordy), Michael Fry (Fra), Amy Huberman (Tara), Sinéad Keenan (Aideen O'Shea).
- Ascolti UK: telespettatori 3.050.000.[3]

## Episodio 4
- Titolo originale: The Haunting
- Diretto da: Michael Lennox
- Scritto da: Lisa McGee

### Trama
La zia di sorella Michael muore ed essa chiede dunque a Erin, Orla, Clare, Michelle e James di recarsi nella casa in campagna appartenuta a quest'ultima per ripulirla in vista della veglia funebre del giorno dopo. Entusiasta all'idea di passare una nottata in una casa sperduta senza il controllo di adulti, Michelle convince il gruppo ad accettare sebbene, durante il tragitto, il furgoncino scolastico messo a loro disposizione dalla scuola abbia un incidente e James, sceso a controllarlo, rimanga investito a causa della frizione non inserita. La situazione precipita e il quintetto si rifugia nella stanza per ripararsi da una tormenta scoprendo di nono poter chiamare aiuto in quanto il telefono non funziona; sebbene James si riprenda poco dopo, il gruppo si convince che la casa sia posseduta dallo spettro di un uomo che hanno visto in un ritratto al suo interno, Robert, e si ripromettono di restare vigili, salvo però cadere tutti e cinque addormentati. L'indomani, Erin e James si svegliano prima del resto del gruppo e il ragazzo, convinto di aver avuto un'esperienza pre-morte, confessa ad Erin i sentimenti che prova per lei da quando l'ha conosciuta; i due si scambiano un bacio ma vengono interrotti da Michelle, contrariata a una loro possibile relazione in quanto se non funzionasse dovrebbe scegliere tra due delle persone più importanti della sua vita. Inoltre sopraggiunge un uomo identico al ritratto ed armato di piede di porco che intima al quintetto di andarsene da casa sua, la situazione è risolta dalla sopraggiunta sorella Michael, che rivela come il gruppo abbia sbagliato casa finendo per passare la notte in quella del vicino, Declan, nipote dell'uomo sul ritratto. Contemporaneamente Joe, Mary, Sarah e Gerry si recano dal medium Carlos Santini per chiedergli notizie della defunta moglie del primo e ricevono una criptica indicazione riguardo ad una scatola rossa la quale, rinvenuta da Joe l'indomani, si rivela contenere il rasoio elettrico che aveva perso da anni. Prima di fare ritorno a Derry, Erin e James concordano a malincuore che Michelle potesse avere ragione su loro due, sebbene quest'ultimo aggiunga di "poterla aspettare".
- Altri interpreti: Beccy Henderson (Aisling), Claire Rafferty (Signorina Mooney), Miles Chapman (Soldato), Olwen Fouéré (Sheila), Frankie McCafferty (Jackie), Paul Reid (Robert / Declan), Conleth Hill (Carlos Santini).
- Ascolti UK: telespettatori 3.160.000.[3]

## Episodio 5
- Titolo originale: The Reunion
- Diretto da: Michael Lennox
- Scritto da: Lisa McGee

### Trama
Mary e Sarah si preparano alla loro riunione scolastica dove, oltre ai genitori di Clare, Geraldine e Sean Devlin, ed alla madre di Michelle, Deirdre, accompagnata dal cugino canadese omosessuale Rob, incontrano anche Janette O'Shea e suo marito chirurgo Richard Joyce; genitori di Jenny Joyce, eterna rivale di Erin e il gruppo. La serata fa emergere i dissapori lasciati sepolti per oltre vent'anni da Mary, Sarah, Deirdre e Geraldine nei confronti di Janette che, dopo aver iniziato a frequentare uno studente di medicina ha smesso di uscire con loro ritenendosi "migliore". Tramite una serie di flashback del 1977 viene rivelato come, la notte del ballo di fine anno, le cinque, stanche delle imposizioni della dittatoriale direttrice scolastica, sorella Benedict, ed esasperate da un coprifuoco imposto dalle attività dell'IRA, hanno deciso per "spirito punk di ribellione" di tatuarsi ognuna un jolly roger, scattare delle foto e seppellirle nel giardino per i posteri. Dopo uno sfogo tra Mary e Janette, la prima disseppellisce la capsula del tempo e rivela il loro segreto a mariti ed accompagnatori per ricordare all'ex-amica che non è migliore di loro, ma quest'ultima rivela di non averlo mai pensato e che gli anni di allontanamento hanno in realtà avuto origine da un messaggio comunicato male dal taciturno Richard in merito all'invito fatto loro da Mary per il suo diciottesimo compleanno.
- Altri interpreti: Philippa Dunne (Geraldine Devlin), David Ireland (Sean Devlin), Amelia Crowley (Deirdre Mallon), Jamie Beamish (Ciaran Healy), Foy Vance (Cantante), Alex Gaumond (Rob), Justine Mitchell (Janette Joyce adulta), Tobias Beer (Richard Joyce), Shauna Higgins (Mary diciassettenne), Dearbhaile McKinny (Sarah sedicenne), Lucy McIlwaine (Geraldine diciassettenne), Lucy McIlwaine (Deirdre diciassettenne), Martin Quinn (Rob diciassettenne), Claire Keenan (Janette diciassettenne), Therese Cahill (Sorella Benedict).
- Ascolti UK: telespettatori 2.840.000.[3]
- Note: l'episodio è dedicato a "tutte le mamme" e nel corso della sua durata nessuno dei protagonisti adolescenti compare, eccezion fatta per un breve cameo di Erin e Orla.

## Episodio 6
- Titolo originale: Halloween
- Diretto da: Michael Lennox
- Scritto da: Lisa McGee

### Trama
In vista del concerto di Fatboy Slim a Derry per la notte di Halloween il gruppo tenta di procurarsi i biglietti nonostante stiano per esaurirsi, nel farlo Clare riesce a ottenere un appuntamento con la commessa del negozio di dischi, Laurie, anch'essa dichiaratamente lesbica. Dopo aver effettuato l'acquisto tuttavia un energumeno di nome "Coltello Pazzo" dichiara che lo abbiano superato nella fila e perciò decide di sfidare James in combattimento per ottenere i biglietti, terrorizzato, il ragazzo decide di strappare l'oggetto della contesa per poi fuggire; pur di andare al concerto, Michelle si rivolge dunque a un programma televisivo locale inventandosi la storia che il cugino sia stato picchiato da una gang locale in quanto fan del cantante e inglese. Il piano della ragazza funziona e gli organizzatori del concerto forniscono al quintetto cinque biglietti VIP, sebbene James sia costretto ad usare delle stampelle per assecondare la menzogna della cugina. Nel frattempo Sarah si fidanza con Ciaran a causa di un malinteso e a Gerry viene assegnato l'ingrato compito di chiarirlo, sebbene tutto venga risolto quando l'uomo, vedendo Sarah vestita da suora per Halloween si convince che lo abbia lasciato perché ha ricevuto la vocazione ecclesiastica. Al concerto, Clare fatica a trovare Laurie tra tutte le ragazze travestite da clown e il gruppo decide dunque di aiutarla sebbene facendolo James si imbatta in Coltello Pazzo e, per fuggire, abbandoni le stampelle rivelando la sceneggiata alle guardie di sicurezza che, dunque, sbattono fuori il quintetto. Prima di essere cacciata, Clare si imbatte in Laurie e scambia un bacio con essa, tuttavia una volta all'esterno il gruppo trova ad attenderli Gerry, il quale li informa che il padre di Clare ha avuto un aneurisma e si trova all'ospedale; una volta raggiuntolo la ragazza fa appena in tempo a visitarlo prima che questi muoia. Al corteo per il suo funerale partecipano tutti i personaggi della serie.
- Altri interpreti: Beccy Henderson (Aisling), Philippa Dunne (Geraldine Devlin), David Ireland (Sean Devlin), Amelia Crowley (Deidre Mallon), Jamie Beamish (Ciaran Healy), Vanessa Ifediora (Laurie), Sean Coyle (Annunciatore radiofonico), Emmett J Scanlan (Coltello Pazzo), Sinead Burke (Presentatrice TV), Thommas Kane-Byrne (Fintan), Fatboy Slim (Sé stesso).
- Ascolti UK: telespettatori 3.290.000.[3]

## Episodio 7
- Titolo originale: The Agreement
- Diretto da: Michael Lennox
- Scritto da: Lisa McGee

### Trama
1998, un anno dopo gli eventi dell'episodio precedente, l'Irlanda del Nord si prepara a votare il referendum sull'Accordo del Venerdì Santo. Clare si è trasferita a Strabane con la madre dopo che suo padre è morto e si tiene in contatto quotidianamente con le amiche al telefono, Michelle ha iniziato a lavorare part-time all'emporio di Dennis, James e Erin provano ancora evidenti sentimenti l'uno per l'altra che tengono per sé ed Orla ha finalmente ottenuto la tessera elettorale in quanto ultima del gruppo a diventare maggiorenne; le due cugine festeggiano tuttavia il loro diciottesimo compleanno lo stesso giorno in quanto i genitori hanno preferito fare economia, sebbene in quello stesso giorno avvenga anche la festa di Jenny Joyce. I Quinn tentano a più riprese di comprendere il complesso funzionamento del referendum e di cosa provocherà, mentre si trovano costretti ad ospitare il cugino Eammon, rimasto senza un luogo in cui vivere in quanto il tetto di casa sua è crollato. Contemporaneamente sorella Michael viene informata da padre Peter che il vescovo intende trasferirla in un'altra struttura, cosa che la rattrista più di quanto immaginasse, tanto che nel momento in cui questi la chiama personalmente essa gli si oppone ottenendo infine di restare. Alla vigilia della festa di Orla ed Erin, quest'ultima ha un'aspra lite con Michelle, la quale spera che col referendum torni in libertà anche suo fratello Niell assieme ai vari prigionieri politici, cosa che disturba l'amica in quanto Niell ha ucciso a sangue freddo una persona. Furiosa, Michelle decide di andare al compleanno di Jenny invece che a quello di Erin e porta con sé James, mentre le due cugine scoprono che per risparmiare Mary ha co-affittato la sala con un gruppo di ragazzine che festeggiano la prima comunione, motivo per il quale entrambe lasciano la loro festa e si recano a quella di Jenny, dove Michelle e Erin hanno finalmente modo di riappacificarsi. Dopo aver inizialmente perso l'autobus, Clare riesce ad arrivare a Derry e provoca un blackout alla festa di Jenny per costringerla a trasferirla alla location di Erin e delle bambine della prima comunione, unificando il tutto in un unico evento. Erin chiede al nonno Joe cosa ne pensi del referendum ma questi le risponde che non sia importante il suo parere ma solo quello dei giovani, poiché anche se molte persone sono morte e i loro assissini torneranno in libertà, questo potrebbe trasformare tutto il dolore di quegli anni in "una storia di fantasmi a cui i suoi figli riusciranno a stento a credere". Mentre la ragazza confida a James le sue paure e la sua emozione per il futuro incerto ma che è necessario cambi, tramite un montaggio vengono mostrati alcuni filmati d'epoca e i vari personaggi della serie intenti a recarsi ai seggi per l'Accordo del Venerdì Santo, il quale passa col 71,12% dei voti.
Nel presente, a New York, Chelsea Clinton riceve la lettera indirizzatale anni prima dai protagonisti.
- Altri interpreti: Sophie e Zoe Brown (Baby Anna Quinn), Beccy Henderson (Aisling), Claire Rafferty (Signorina Mooney), Paul Mallon (Dennis), Peter Campion (Padre Peter), Kevin McAleer (Zio Colm), Robert Calvert (Jim "Across the Road"), Amelia Crowley (Deirdre Mallon), Philippa Dunne (Geraldine Devlin), Liam Neeson (Ispettore Capo Constable Byers), Julia Dearden (Maureen Malarkey), Ardal O'Hanlon (Eammon), James Stockdale (Tomas), Eleanor Methven (Zia Bridie), Donna Traynor (Sé stessa), Bronagh Gallagher (The Commitment), Chelsea Clinton (Sé stessa).
- Ascolti UK: telespettatori 3.140.000.[3]
- Note: questo episodio è andato in onda come speciale e vanta una durata complessiva di 48 minuti, il doppio di qualsiasi altro episodio della serie.